# Sebastian Stoskopff

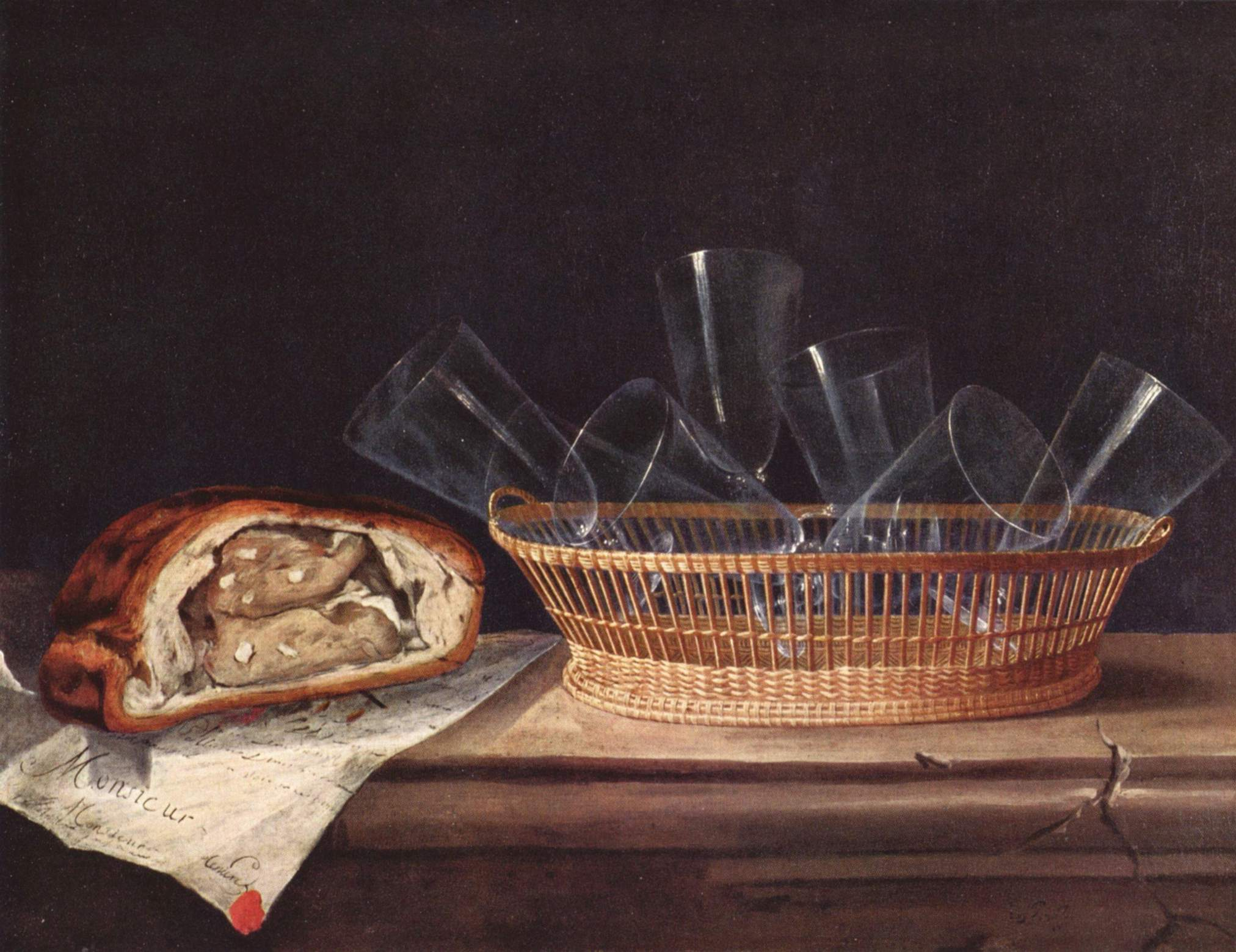
Sebastian Stoskopff, Martwa natura z koszem szklanych kielichów (1644)

Sebastian Stoskopff lub Stosskopff (ur. 13 lipca 1597 w Strasburgu, zm. w 1657 w Idstein) – niemiecki malarz okresu baroku specjalizujący się w martwej naturze.
Pochodził a Alzacji. Kształcił się w Nadrenii i we Flandrii. Pracował w Niderlandach, Paryżu, Wenecji, a od 1641 w Strasburgu. Malował martwe natury o precyzyjnie dopracowanych szczegółach, przeważnie na ciemnym tle, ukazane w niezwykłej perspektywie, przesycone nastrojem melancholii, przemijania i ulotności.

## Wybrane dzieła
- Cztery pory roku (Wiosna) – Strasburg, Musée de l’Œuvre Notre-Dame,
- Cztery pory roku (Zima) – Strasburg, Musée de l’Oeuvre de Notre-Dame,
- Książki i świeczka (1625) – Rotterdam, Boymans-van-Beuningen Museum,
- Martwa natura – Monachium, Stara Pinakoteka,
- Martwa natura wanitatywna (1630) – Bazylea, Kunstmuseum,
- Martwa natura wanitatywna (1641) – Strasburg, Musée des Beaux-Arts,
- Martwa natura z koszem szklanych kielichów (1644) – Strasburg, Musée des Beaux-Arts,
- Martwa natura z książkami, świecą i statuetką z brązu – Paryż, Luwr,
- Martwa natura ze statuetką i muszlami – Paryż, Luwr,
- Martwa natura ze szkłem i szklankami – Berlin, Gemaeldegalerie,
- Vanitas (ok. 1650) – Strasburg, Musée de l’Oeuvre de Notre-Dame.